# Winter Carl Hansson

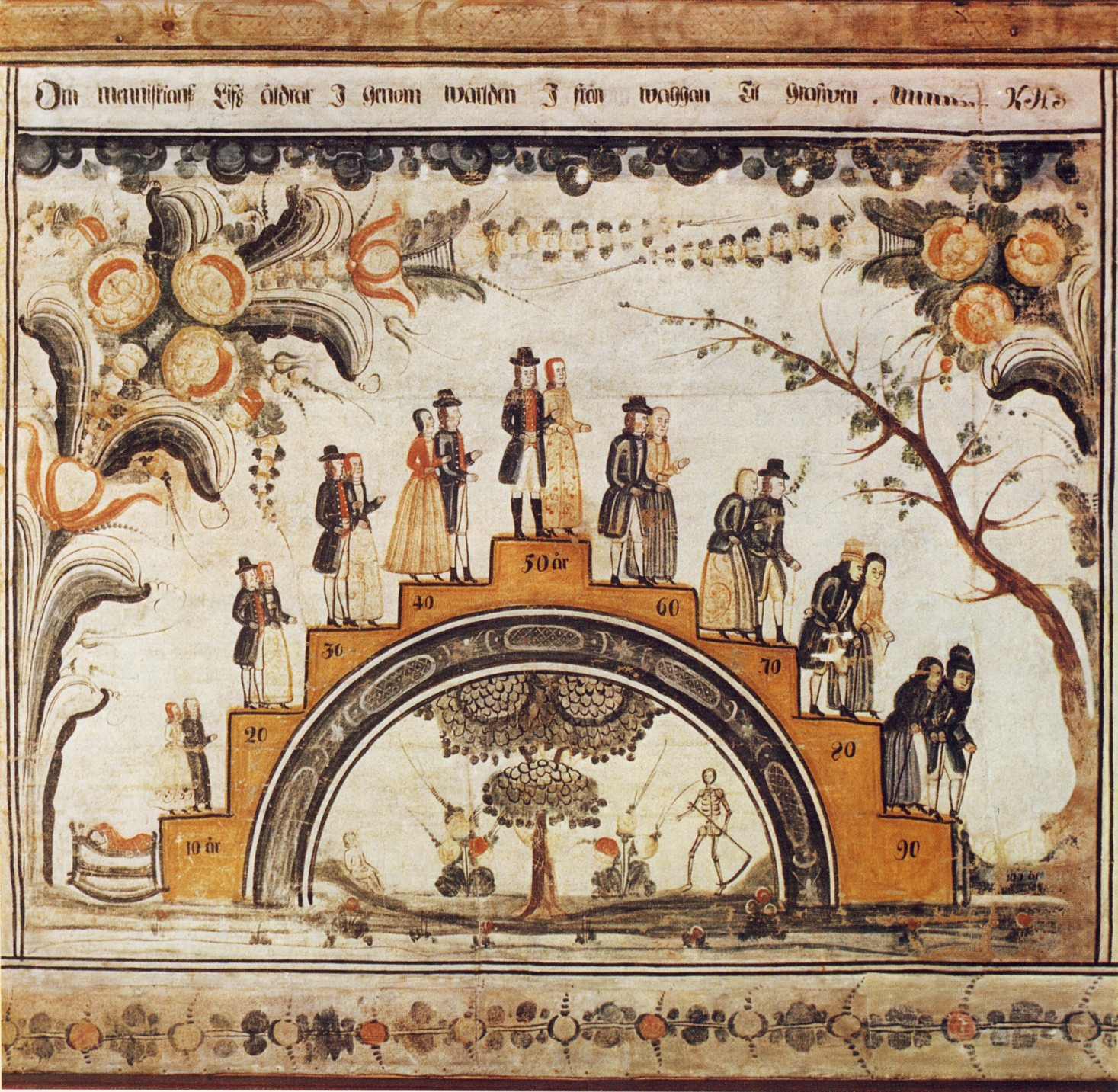
Ålderstrappan av Winter Carl Hansson. Danielsgården, Bingsjö, 1799.

Winter Carl Hansson född 28 mars 1777 i Yttermo by i Leksands socken, Dalarnas län, död där 13 maj 1805, var en dalmålare från Leksand.

## Biografi
Winter Carl Hansson föddes och växte upp i byn Yttermo som äldste son med fem yngre syskon. Fadern var Winter Hans Hansson var skolmästare uppsyningsman, modern Margareta Larsdotter barnmorska. Gustaf Ankarcrona, som var den förste som studerade Winter Carl Hanssons liv, hade noterat att modern var från Utby, och tolkade det som Utby i Rättviks socken, och såg det som förklaring till sammansmältningen mellan Rättviks- och Leksandsmåleri i Winter Carl Hanssons konst. I själva verket var hon från Utby i Leksands socken, en by som försvann genom Dalälvens erodering av strandbrinken. Carl gifte sig aldrig och dog ung, 28 år gammal. Dödsorsak angavs i kyrkobokföringen som "bröstfeber eller förkylning".

## Måleri
Winter Carl Hansson började måla redan i 14-årsåldern och hade alltså en aktiv period mellan 1791 och 1805. Det är känt att Winter Carl Hansson målat i Leksands och Rättviks socknar samt även i Folkärna i södra Dalarna, men vad man vet har han inte företagit målarresor utanför Dalarna.
Gustaf Ankarcrona, som forskade om Winter Carl Hanssons måleri i början av 1900-talet, såg honom som  en av de främsta bland dalmålarna och som stilbildare. Han verkade i en tidig fas när dalmåleriet var under utveckling. Han anses vara påverkad av Jufwas Anders Ersson, en av de tidigaste dalmålarna. I sin tur har han påverkat många senare dalmålare och har varit mycket betydelsefull för målarna från den till Yttermo närliggande byn Ullvi. Särskilt har han påverkat Back Olof Andersson. 
Winter Carl Hansson målade både lösa föremål och dekorationsmåleri på väv, papper eller träpanel. Han målade även dörrar och möbler. Ofta, som typiskt är för dalmåleriet, i sammanhängande rumsinredningar. Runt 60 målningar är bevarade. Återkommande motiv är Bröllopet i Kana, Salomos dom och det motiv han kanske är mest känd för, Ålderstrappan. Karakteristiskt för Winter Carl Hansson är de kottformade träden och klädedräkt i gustaviansk stil. Han använde sig av olika bårder men anses stå för ursprunget till det som sedan kom att bli känt som Ullvi-bården (en karaktäristisk sicksackbård nedtill på målningen).